# Leclanché-element

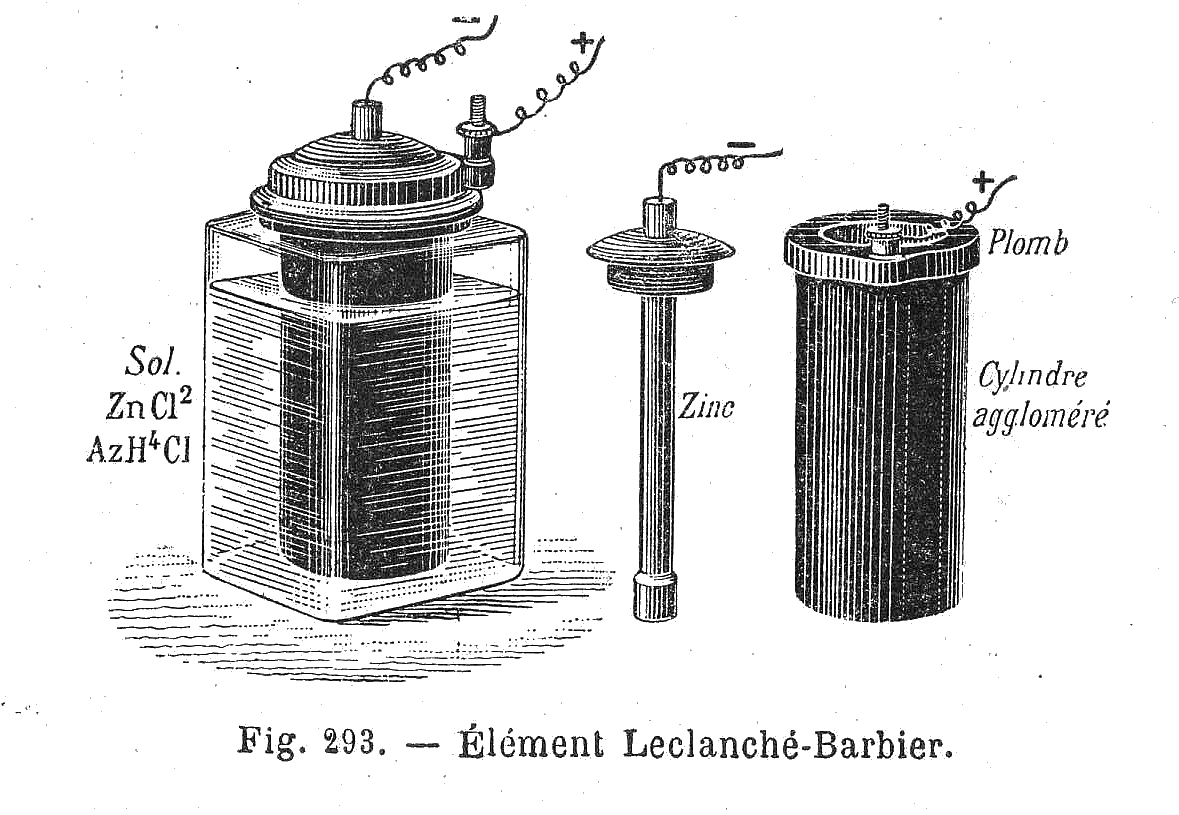
Leclanché-element

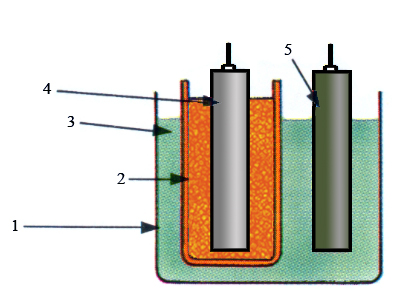
Schematische weergave

Het leclanché-element (of leclanché-cel) is een droge celbatterij die in 1866 werd uitgevonden en gepatenteerd door de Franse elektrotechnicus Georges Leclanché.
Dit galvanisch element dat een spanning afgeeft van 1,5 volt, was een van de eerste moderne batterijen en de voorloper van de droge zink-koolstofcel. Ze werd veel gebruikt in de telegrafie, spoorwegsignalering en elektrische deurbellen, mede omdat ze weinig onderhoud nodig had.

## Constructie
Het leclanché-element bestaat uit een glazen pot (1) die gevuld is met geleidende pasta (elektrolyt) van vast ammoniumchloride (3), een negatieve elektrode van zink (5) en een positieve elektrode van koolstof (4).
De innovatie van Leclanché is dat de koolstofelektrode zich niet direct in de elektrolyt bevindt, maar in een poreuze pot zit die gevuld is met een mengsel van mangaan(IV)oxide en koolstofpoeder (2). Het mangaandioxide werkt hierbij als oxidator (depolarisator); het zet het waterstofgas dat bij de kathode ontstaat om in water. De poreuze pot zorgt ervoor dat de elektrolyt contact kan maken met het kathodemateriaal en het koolstofpoeder is nodig om de geleidbaarheid van het mangaandioxide verhogen.
Nadeel van de poreuze pot was dat het de leclanché-cel een relatief hoge interne weerstand gaf. Om die te verminderen werden in de loop der tijd verscheidene veranderingen doorgevoerd:
Gestapelde blokelementIn 1871 verliet Leclanché het principe van de poreuze pot en verving dit door een aantal "gestapelde blokken" die aan de koolstofstaaf waren verbonden met rubberen banden. Deze blokken waren gemaakt van mangaandioxide gemengd met een bindmiddel en samengeperst in een vorm.
BuidelelementHierbij was de poreuze pot vervangen door een omhulsel (buidel) van doek of linnen. Daarnaast was de zinken staaf vervangen door een zinken container om hem een groter oppervlak te geven. Van de genoemde uitvoeringen had deze constructie de laagste interne weerstand en werd door Carl Gassner gebruikt als basis van zijn droge batterijcel.

## Chemisch proces
Het chemische proces begint wanneer de zinkatomen op het oppervlak van de anode oxideren, ofwel: ze geven hun vrije elektronen af en worden positief geladen ionen. Wanneer het element verbonden wordt met een uitwendig elektrische schakeling zullen de vrijgemaakte elektronen van de anode, door de schakeling, naar de koolstofstaaf gaan stromen. Er loopt nu een elektrische stroom.
Als de elektronen bij de koolstofstaaf weer het element intreden, vindt er een reductie plaats met de moleculen van het mangaandioxide en negatieve geladen hydroxide-ionen. In de tweede reactie zullen de negatieve hydroxide-ionen reageren met de positieve ammonium-ionen in het opgeloste elektrolyt van ammoniumchloride en ontstaan er ammoniak- en watermoleculen.
{\displaystyle {\ce {Zn + 2 MnO2 + 2 NH4Cl -> ZnCl2 + Mn2O3 + 2 NH3 + H2O}}}